# Mónica Gama
Mónica Gama (Matosinhos, 8 de Março de 1970) é uma antiga atleta portuguesa de fundo. Salientou-se em provas de pista enquanto júnior e também em corta-mato.